# Ustîmivka, Hlobîne
Ustîmivka (în ucraineană Устимівка) este un sat în comuna Babîcivka din raionul Hlobîne, regiunea Poltava, Ucraina.

## Demografie
Componența lingvistică a localității Ustîmivka
     Ucraineană (95,6%)
     Rusă (4,02%)
     Alte limbi (0,13%)
Conform recensământului din 2001, majoritatea populației localității Ustîmivka era vorbitoare de ucraineană (95,6%), existând în minoritate și vorbitori de rusă (4,02%).